# Stopp! Tänk på något annat
Stopp! Tänk på något annat är en svensk dramafilm  från 1944 i regi av Åke Ohberg.

## Handling
Karsten blir förälskad i Sonja, men hon avvisar honom trots att hon inte är ointresserad. Hon reser till Frankrike, han reser efter och deras kontakt fördjupas. Han måste resa hem och lyckas inte övertala henne att följa med. När hon till slut kommer tillbaka fortsätter hans uppvaktning. Sonja tror inte på hans ord, men inser att han har mognat betydligt och bestämmer sig för att inleda ett förhållande.

## Om filmen
Filmen premiärvisades 26 oktober 1944. Som förlaga har man Olle Hedbergs romansvit Grop åt andra, Mota Olle i grind och Stopp! Tänk på något annat som utgavs 1937-1939. Filmrätten till dessa romaner köptes först av Svensk Filmindustri och Per Lindberg skrev ett manuskript som dock aldrig spelades in. Inspelningen av filmen skedde vid Europa Studio i Sundbyberg med foto av Sven Thermænius.

## Rollista (i urval)
Källa: 
- Eva Henning - Sonja Strömbeck
- Hasse Ekman - Karsten Kirsewetter
- Olof Winnerstrand - överste Wilhelm Kirsewetter, Karstens far
- Hjördis Petterson - Henriette Kirsewetter, Karstens mor
- Ingrid Backlin - Annemari Tirén
- Anders Ek - Mårten Bergfelt
- Hugo Björne - Oscar Patrik Tirén, prost, Annemaries far
- Gösta Cederlund - ingenjör Hans Strömbäck, Sonjas far
- Marianne Löfgren - fru Strömbeck, Sonjas mor
- Marianne Gyllenhammar - Lisbeth
- Curt Masreliéz - Hasse af Stråhlberg
- Nina Scenna - Hilma, Kirsewetters husa
- Magnus Kesster - Frans Kvist
- Constance Gibson - Lotten, Lisbeths farmor

## Musik i filmen
- Valse mélancolique, kompositör Nathan Görling, instrumental.
- Ma belle fille, kompositör Nathan Görling, instrumental.
- Amapola, kompositör och text Joseph Maria Lacalle, svensk text Ejnar Westling, instrumental.
- Min tös, kompositör Otto Hultner text Felix Körling, instrumental.
- Parlez-moi d'amour, kompositör och text Jean Lenoir svensk text Kärlekens ord Karl-Ewert och svensk text Säg du älskar mig Dix Dennie, instrumental.
- Il barbiere di Siviglia. Uvertyr (Barberaren i Sevilla. Uvertyr) kompositör Gioacchino Rossini, instrumental.
- Symfoni, nr 6, op. 74, h-moll (Pathétique) kompositör Peter Tjajkovskij,  instrumental.